# Amazing (canción de George Michael)
«Amazing» es una canción coescrita, arreglada, producida e interpretada por George Michael, que fue lanzada por Sony BMG Records en 2004.

## Historia
"Amazing" cuya traducción significa Asombroso es una canción dance-pop escrita por el británico George Michael y compositor John Douglas para el quinto álbum de estudio de Michael, Patience (2004). También fue producido por Michael y recibió una tibia acogida de la crítica musical. Su fecha de lanzamiento fue en el primer trimestre de 2004, la canción alcanzó el número uno en Italia, España, Portugal y Sudáfrica. En los Estados Unidos, "Amazing" fue lanzado al éxito en las listas dance de Billboard Magazine, donde alcanzó la primera posición en ambos éxitos Hot Dance Airplay y Hot Dance Club Play.
La canción es acerca y dedicada a la pareja de George Michael, con la que tiene ya 10 años, nativo de Texas, Kenny Goss.

## Video musical
El video musical para la canción fue dirigido por Matthew Rolston, quien ha dirigido videos de Beyoncé, Kelis, y Spice Girls. El video fue filmado en Londres, Reino Unido en 2003. Muestra un moderno club-como el establecimiento donde la interpretación holográfica de George Michael se proyecta en frente de un bar lounge. George también se muestra entre la multitud, y en pequeños intervalos canta frente a un fondo negro.

## Presentación en listas
El 1 de marzo de 2004, "Amazing" fue lanzado en el Reino Unido. La canción se convirtió en el primer sencillo de Michael en dos años cuando debutó en el número cuatro en las listas de sencillos. Se llevó un total de nueve semanas en el top setenta y cinco en el Reino Unido. Fuera del Reino Unido, la canción también fue un éxito. Alcanzó el número uno en cinco países, incluyendo Sudáfrica, donde se convirtió en el primer número uno de Michael en la lista de sencillos.
Cuando George apareció en The Oprah Winfrey Show, el 26 de mayo de 2004 para promover el álbum, interpretó la canción en el show. "Amazing" fue lanzado en los Estados Unidos. Michael se había encontrado previamente el éxito en los clubes de baile con "Monkey" (1988) y "Star People" (1997), y "Amazing" se convirtió en su tercer lanzamiento para alcanzar la cima en las listas del Billboard Dance. También obtuvo buenos resultados en la lista llamada Hot Dance Airplay del Año, donde alcanzó el primer puesto. La canción, sin embargo, no fue un éxito en el Billboard Hot 100 singles chart, en su defecto hizo un impacto fuera del mercado de baile, aunque varias llegaron a más de 40 estaciones, incluyendo KIIS-FM en Los Ángeles, encanto la pista y le dio fuerte airplay. Como resultado, la canción alcanzó el puesto # 1 en los EE. UU. de éxitos Hot Dance Airplay; su sencillo más alto en las listas en los Estados Unidos desde Fastlove (1996), y su último exitoso sencillo de radio en América del Norte.

## Lista de canciones
CD single Aegean/674697 1
1. «Amazing» – 4:25
2. «Freeek! '04» – 4:28

CD maxi SME/674 697 2
1. «Amazing» (álbum versión) – 4:25
2. «Amazing» (Jack 'n' Rory 7" Vocal Mix) – 5:56
3. «Amazing» (Full Intention Club Mix) – 8:05

12" maxi Sony/674697 6
1. «Amazing» (álbum versión) – 4:25
2. «Amazing» (Jack 'N' Rory 7" Vocal Mix) – 5:56
3. «Amazing» (Full Intention Club Mix) – 8:05

## Certificaciones
| País      | Certificación | Fecha | Ventas certificadas |
| --------- | ------------- | ----- | ------------------- |
| Australia | Oro           | 2004  | 35 000              |

## Posicionamiento
| Listas (2004)                      | Mejor posición |
| ---------------------------------- | -------------- |
| Australian Singles Chart           | 6              |
| Austrian Singles Chart             | 23             |
| Belgian (Flanders) Singles Chart   | 23             |
| Belgian (Wallonia) Singles Chart   | 34             |
| Danish Singles Chart               | 2              |
| Dutch Mega Top 100                 | 9              |
| Finnish Singles Chart              | 13             |
| French SNEP Singles Chart          | 37             |
| German Singles Chart               | 19             |
| Irish Singles Chart                | 4              |
| Italian FIMI Singles Chart         | 1              |
| New Zealand Singles Chart          | 36             |
| Norwegian Singles Chart            | 11             |
| Spanish Singles Chart              | 1              |
| Swedish Singles Chart              | 16             |
| Swiss Singles Chart                | 10             |
| UK Singles Chart                   | 4              |
| U.S. Billboard Hot Dance Airplay   | 1              |
| U.S. Billboard Hot Dance Club Play | 1              |

| Listas de fin de año (2004) | Posición |
| --------------------------- | -------- |
| Australian Singles Chart    | 79       |
| Swiss Singles Chart         | 81       |